# أندريا يانوني
أندريا يانوني (بالإيطالية: Andrea Iannone)‏ مواليد 9 أغسطس 1989 في فاستو، إيطاليا، هو متسابق دراجات نارية إيطالي. نافس في سباقات بطولة العالم لفئة 125 سي سي.

## سباقات فاز بها
- جائزة الصين الكبرى للدراجات النارية 2008

## روابط خارجية
- أندريا يانوني على موقع eWRC-results.com (الإنجليزية)
- أندريا يانوني على موقع MotoGP.com (الإنجليزية)
- أندريا يانوني على موقع WorldSBK.com (الإنجليزية)
- أندريا يانوني على موقع CONI honoured athlete website (الإيطالية)
- أندريا يانوني على موقع AS.com (الإسبانية)